# Dolf Wiebenga
Adolf Hans (Dolf) Wiebenga (Soerabaja, 7 februari 1918 − Amsterdam, 9 december 1977) was een Nederlands internist-gastro-enteroloog en hoogleraar ziekenhuiswetenschappen aan de Universiteit van Amsterdam.

## Biografie
Wiebenga was een zoon van Jan Gerko Wiebenga (1889-1957), directeur van cultuurondernemingen in Nederlands-Indië, en Henriette Louise Vriesendorp (1896-1994), telg uit het geslacht Vriesendorp. Hij trouwde in 1946 met jkvr. drs. Maria Elisabeth von Winning (1924-2019), telg uit het geslacht Von Winning en zij zijn de ouders van politicus Jan-Kees Wiebenga (1947). Hij promoveerde op 4 juli 1951  aan de Leidse universiteit op Gastroscopie en gastrobiopsie en werd internist-gastro-enteroloog. In 1956 werkte hij mee aan het Rapport betreffende de medische en sociaal-medische toestanden en enige nauw daaraan verbonden facetten in het Ambonese woonoord "Lunetten" te Vught en het strafkamp te Heijthuijsen
Per 1 januari 1965 werd Wiebenga benoemd aan de Universiteit van Amsterdam tot lector gastro-enterologie waar hij zijn openbare les uitsprak op 5 oktober 1965 onder de titel De ontwikkeling van de gastro-enterologie als deelspecialisme der inwendige geneeskunde. Per 1 september 1969 werd zijn lectoraat omgezet in een gewoon hoogleraarschap met leeropdracht ziekenhuiswetenschappen; zijn inaugurele rede hield hij op 23 maart 1970 onder de titel De mens in het Academisch Medisch Centrum van morgen. In 1976 mederedigeerde hij de congresbundel Health care planning. Proceedings of a Congress held in Amsterdam, 14 and 15 April, 1975. In 1976 schreef hij een studie waarvan een samenvatting werd gepubliceerd onder de titel De plaats van het Academisch Ziekenhuis in de gezondheidszorg. Een proeve van planning; de studie betrof de planning van ziekenhuizen in het algemeen en in Noord-Holland en de regio Groot-Amsterdam in het bijzonder. Als vervolg op de studie was hij nauw betrokken bij de oprichting van het Academisch Medisch Centrum. 
Prof. dr. A.H. Wiebenga overleed plotseling in 1977 op 59-jarige leeftijd.